# سنت-آستریل
سنت-آستریل (به فرانسوی: Saint-Aoustrille) یک کمون در فرانسه است که در اندر واقع شده‌است. سنت-آستریل ۱۹٫۴۷ کیلومتر مربع مساحت و ۱۶۳ نفر جمعیت دارد و ۱۵۲ متر بالاتر از سطح دریا واقع شده‌است.